# Бабин, Сергей Алексеевич
Сергей Алексеевич Бабин (род. 29 ноября 1961 года) — российский физик, специалист в области оптики и лазерной физики, член-корреспондент РАН (2011).

## Биография
Сергей Алексеевич Бабин родился 29 ноября 1961 года.
- В 1983 году — окончил физический факультет НГУ.
- С 1983 года — работает в Институте автоматики и электрометрии СО РАН (заведующий лабораторией, заместитель директора по научной работе).
- В 2003 году — защитил докторскую диссертацию, тема: «Кулоновское уширение нелинейных спектральных резонансов».
- Профессор кафедры квантовой оптики НГУ, ведущий научный сотрудник Лаборатории нелинейных волновых процессов НГУ.
- В 2011 году — избран членом-корреспондентом РАН.

## Научная деятельность
Основные научные результаты:
- экспериментально обнаружено кулоновское уширение нелинейных резонансов в спектрах ионов;
- получена эффективная генерация в схеме полностью резонансного 4-волнового смешения;
- решена задача о механизме уширения спектра генерации волоконных лазеров: показано, что форма спектра описывается моделью слабой волновой турбулентности;
- решена задача получения перестраиваемой по частоте генерации волоконных лазеров в широком диапазоне ИК и видимой области спектра с высокой эффективностью удвоения частоты;
- предложены и реализованы (совместно с английской группой) волоконные лазеры рекордной длины (~300 км) и лазеры нового типа: с рэлеевской случайной распределённой обратной связью.

## Публикации
Сергей Алексеевич — автор 327 научных работ, из них 2 монографии и 9 авторских свидетельств/патентов.